# Barbus andrewi
Barbus andrewi è pesce d'acqua dolce appartenente alla famiglia Cyprinidae.

## Distribuzione e habitat
Questa specie è diffusa nelle acque dolci del fiume Breede, nella provincia del Capo, in Sudafrica. Frequenta acque profonde con fondali rocciosi.

## Descrizione
Presenta un corpo dalla forma tipicamente barboide, dal corpo allungato, poco compresso ai fianchi, snello ma scattante, ricoperto da grosse scaglie. Il profilo dorsale è convesso, meno quello ventrale. Le pinne sono triangolari. La livrea vede un colore bruno-dorato dai riflessi bronzei, leggermente più scuro su testa e dorso. Le pinne sono brune con riflessi bronzei.
Gli esemplari maschili possono raggiungere una lunghezza massima di 60 cm.

## Riproduzione
La fregola avviene in primavera: gli adulti si ritrovano sotto rapide o immissari e dopo la scelta del partner avviene la deposizione e la fecondazione esterna delle uova, che vengono abbandonate tra la ghiaia di acque correnti. Si schiuderanno dopo 5 giorni di incubazione.

## Alimentazione
Si nutre di alghe e piccoli invertebrati.

## Interazioni con l'uomo
B. andrewi è oggetto di pesca sportiva ma vista la criticità della sua presenza nell'habitat originario è oggetto di sperimentazioni in acquacoltura per aumentarne il numero.